# Ландер (лунный кратер)
Кратер Ландер (лат. Lander) — крупный древний ударный кратер в южном полушарии обратной стороны Луны. Название присвоено в честь английского путешественника Ричарда Ландера (1804—1834) и утверждено Международным астрономическим союзом в 1976 г. Образование кратера относится к нектарскому периоду.

## Описание кратера

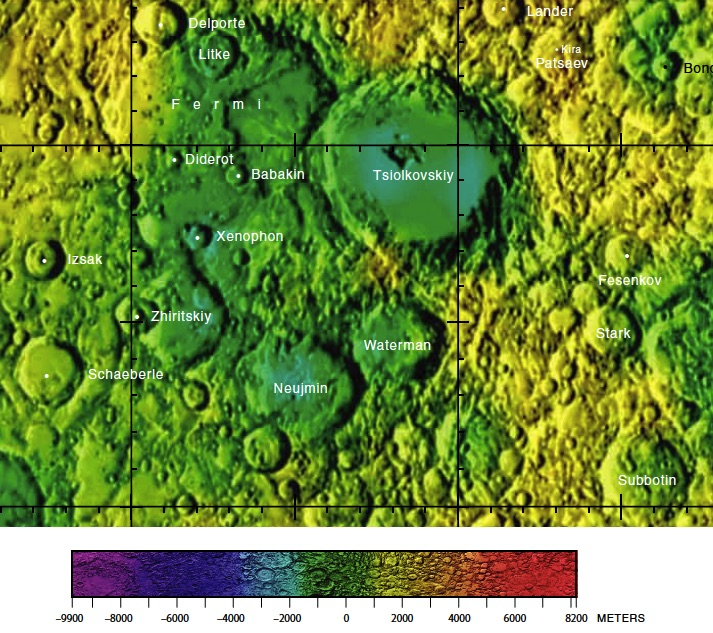
Окрестности кратера Ландер. Фрагмент карты обратной стороны Луны.

Ближайшими соседями кратера являются кратер Добровольский на северо-западе; кратер Волков на севере; кратер Пацаев на юго-востоке и кратер Циолковский на юго-западе. Селенографические координаты центра кратера 15°20′ ю. ш. 131°49′ в. д. / 15,34° ю. ш. 131,81° в. д., диаметр 40,1 км, глубина 2,2 км.
Кратер Ландер имеет близкую к циркулярной форму и значительно разрушен за длительное время своего существования, возможно частично перекрыт породами выброшенными при образовании кратера Циолковский. Вал сглажен, к северо-востояной части вала примыкает сателлитный кратер Волков J, к юго-восточной - сателлитный кратер Ландер K (см. ниже). Внутренний склон вала несколько шире в восточной части. Высота вала над окружающей местностью достигает 1030 м, объем кратера составляет приблизительно 1200 км³.  Дно чаши сравнительно ровное, c небольшими поднятиями местности.

## Сателлитные кратеры

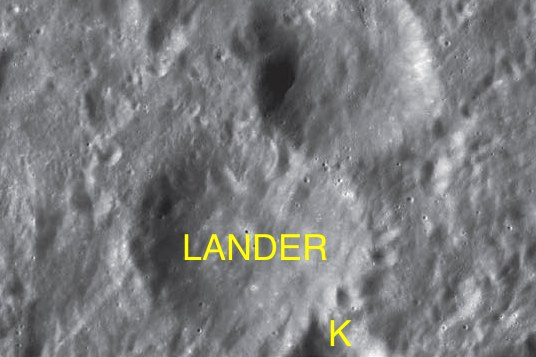
Фрагмент карты LAC-84.

| Ландер | Координаты                                             | Диаметр, км |
| ------ | ------------------------------------------------------ | ----------- |
| K      | 16°12′ ю. ш. 132°19′ в. д. / 16,2° ю. ш. 132,32° в. д. | 22,0        |

## См.также
- Список кратеров на Луне
- Лунный кратер
- Морфологический каталог кратеров Луны
- Планетная номенклатура
- Селенография
- Минералогия Луны
- Геология Луны
- Поздняя тяжёлая бомбардировка